# 현장고발 치터스
《현장고발 치터스》(Cheaters)는 몰래카메라 촬영기법을 이용한 미국의 리얼리티 텔레비전 프로그램이다. 자신의 애인이나 배우자의 간통 행위 여부가 의심스러운 사람이 출연해 프로그램에 의뢰하여 의뢰자의 애인을 미행하는 방식으로 진행된다.

## 프로그램 구성
2006년부터 2012년까지는 텔레비전 채널 G4에서 방송되었으며, 현재는 CW 플러스에서 2부작으로 (한 편은 1시간, 다른 한 편은 30분 짜리로) 매주 토요일 밤마다 방송되고 있다. 10분 짜리는 《치터스: 엄청난 대치》(Cheaters: Amazing Confrontations)라는 제목으로 미국 내 VOD 서비스를 통해 제공된다. 2012년 6월 29일, 《20/20》이라는 미국의 시사 프로그램은 《현장고발 치터스》를 13번째 시즌까지 진행한 조이 글레코(Joey Greco)가 방송 촬영 도중 의뢰인의 바람둥이에게 중상을 입어 프로그램 진행자가 클라크 게이블(Clark Gable)로 대체되었다고 전했다.
《현장고발 치터스》는 미국 텔레비전 방송 당시 거친 언어와 성적이고 폭력적인 장면이 비춰져 TV-14 등급을 받았다. 그러나 유료채널에서 여과 없이 방송된 일부 편은 노출 장면과 노골적인 욕설로 인해 TV-MA 등급을 받았다.
이 프로그램에 출연하는 의뢰자는 이성 또는 동성관계를 가진, 중요한 타인과 장기간 지내왔거나 결혼한 사람이다. 먼저, 프로그램은 의뢰인이 파트너를 어떻게 알게 되었는지, 그리고 무엇이 파트너가 바람을 핀다는 사실을 믿게 했는지에 대해 사전조사를 한다.